# Brüel
För andra betydelser, se Brüel (olika betydelser).
Brüel  är en mindre stad i det nordtyska förbundslandet Mecklenburg-Vorpommern.
Staden ingår i kommunalförbundet Amt Sternberger Seenlandschaft tillsammans med kommunerna Blankenberg, Borkow, Dabel, Hohen Pritz, Kloster Tempzin, Kobrow, Kuhlen-Wendorf, Mustin, Sternberg, Weitendorf och Witzin.

## Geografi
Brüel ligger 27 kilometer nordost om Schwerin i distriktet Ludwigslust-Parchim.
Staden består av de sju ortsdelarna Brüel, Alt Necheln, Golchen, Keez, Kronskamp, Necheln och Thurow.

## Historia

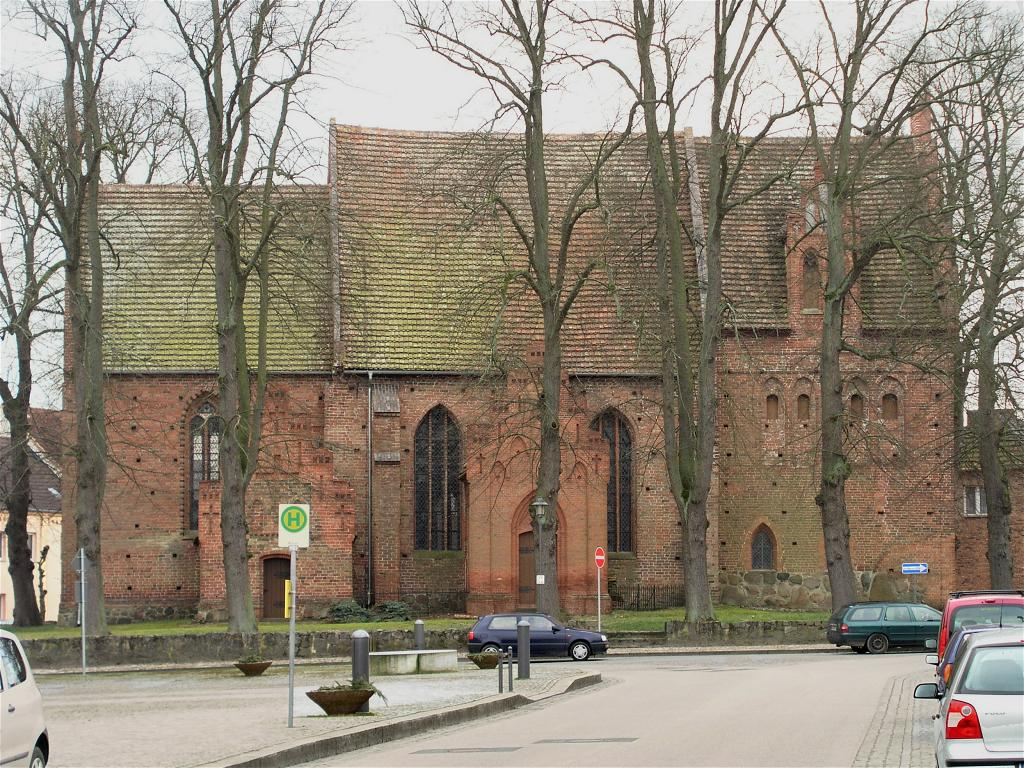
Kyrkan i Brüel

Orten Bruile omnämns första gången 1222. Under 1300-talet kom orten till hertigdömet Mecklenburg (1348) och orten fick stadsrättigheter av riddaren Reimar von Plessen (1348 eller 1377).
1887 anslöts staden Brüel till den nya järnvägen Wismar-Karow.
Under DDR-tiden tillhörde distriktet Sternberg inom länet Schwerin (1952–1990).

### Befolkningsutveckling
Befolkningsutveckling  i Brüel
Källa:,

## Vänorter
Staden Brüel är vänort till tyska kommunen Schönkirchen i förbundslandet Schleswig-Holstein.

## Kommunikationer
Genom stadsområdet går förbundsvägarna (tyska:Bundesstraße) B 104 och B 192. Väster om staden går motorvägen  (tyska:Autobahn) A 14.